# تا، میکرونزی
تا یکی از تقسیمات کشوری ایالت چوک در ایالات فدرال میکرونزی است.